# Gancarz
Gancarz (798 m) – szczyt we wschodniej części Beskidu Małego. Znajduje się w północno-zachodnim grzbiecie Gronia Jana Pawła II w Beskidzie Małym, pomiędzy Czubą a Czołem. Północne stoki Gancarza opadają do doliny Rzyczanki, natomiast w północno-wschodnim kierunku odchodzi od Gancarza boczny grzbiet oddzielający dolinę Choczenki od doliny Ponikiewki. Mający trzy grzbiety Gancarz wznosi się więc nad trzema miejscowościami i trzema dolinami: Rzyki w dolinie Rzyczanki, Kaczyna w dolinie Choczenki i Ponikiew w dolinie Ponikiewki.
Na mapie Wojskowego Instytutu Geodezjnego błędnie został nazwany Targoszowską Górą. Aleksy Siemionow, autor opracowania Ziemia Wadowicka uważa, możliwe są dwa źródła nazwy Gancarz. Może ona pochodzić od tego, że garncarstwo było w tej okolicy popularne, np. w Andrychowie jest ulica Garncarska. Być może jacyś garncarze mieli swoje warsztaty w pobliżu szczytu, ale nazwa góry może też pochodzić od nazwiska Gancarz, bowiem w 1712 r. w Koszarawie mieszkali zarębnicy: Walek Gancarz, Bartek Gancarz, Tomek Gancarz i komornik Szymon Gancarz.
Obecnie Gancarz jest całkowicie porośnięty lasem, dawniej jednak był znacznie bardziej bezleśny. Kazimierz Sosnowski w swoim „Przewodniku po Beskidach Zachodnich” pisze, że jego szczyt był doskonałym punktem widokowym i z tego powodu licznie był odwiedzany przez turystów. Uznawany był za wygasły wulkan.
W 1900 r. Jakub Sikora, gospodarz wsi Chocznia postawił na Gancarzu drewniany krzyż, który jednak z czasem uległ zbutwieniu. W 1931 roku zastąpiono go metalowym o wysokości 636 cm. Obecnie do krzyża tego raz w roku, z okazji Święta Podwyższenia Krzyża (we wrześniu) mieszkańcy okolicznych miejscowości urządzają religijną pielgrzymkę, a przy krzyżu na polowym ołtarzu odbywa się msza. Wzdłuż szlaku turystycznego ustawione są stacje drogi krzyżowej, a ostatni, stromy odcinek od Czuby na szczyt Gancarza miejscowi nazywają Golgotą. Na północnym stoku dokonano niewielkiej wycinki, dzięki czemu spod krzyża jest widok na położoną w dole miejscowość Kaczyna.
Szlaki turystyczne
 Andrychów – Pańska Góra – Czuby – Przełęcz Biadasowska – Wapienica – Przykraźń – skrzyżowanie Panienka – Susfatowa Góra – Przełęcz Kaczyńska – Narożnik – przełęcz Sosina – Czuba – Gancarz – Czoło – Przełęcz pod Gancarzem – Groń Jana Pawła II.

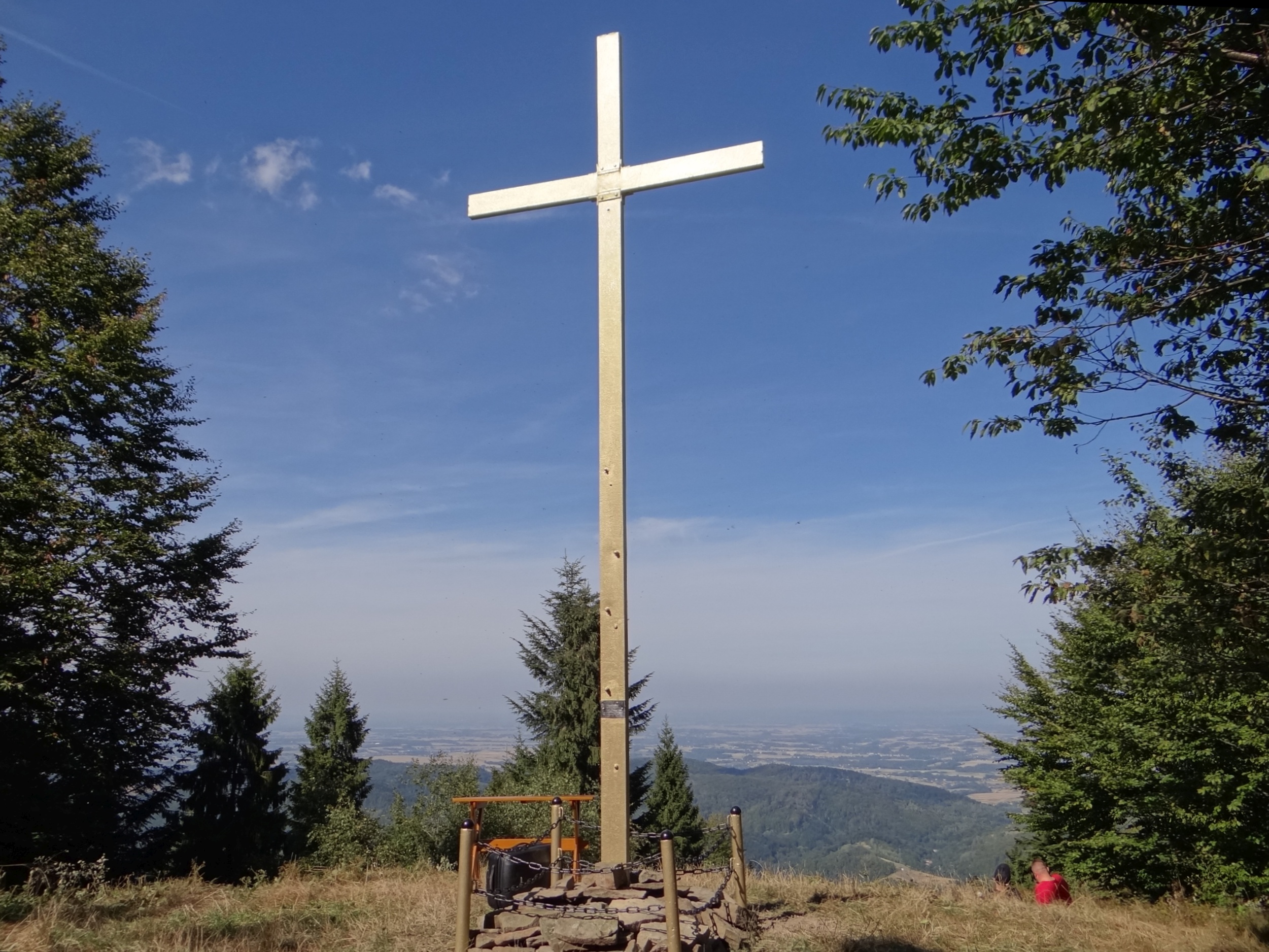
Krzyż na Gancarzu
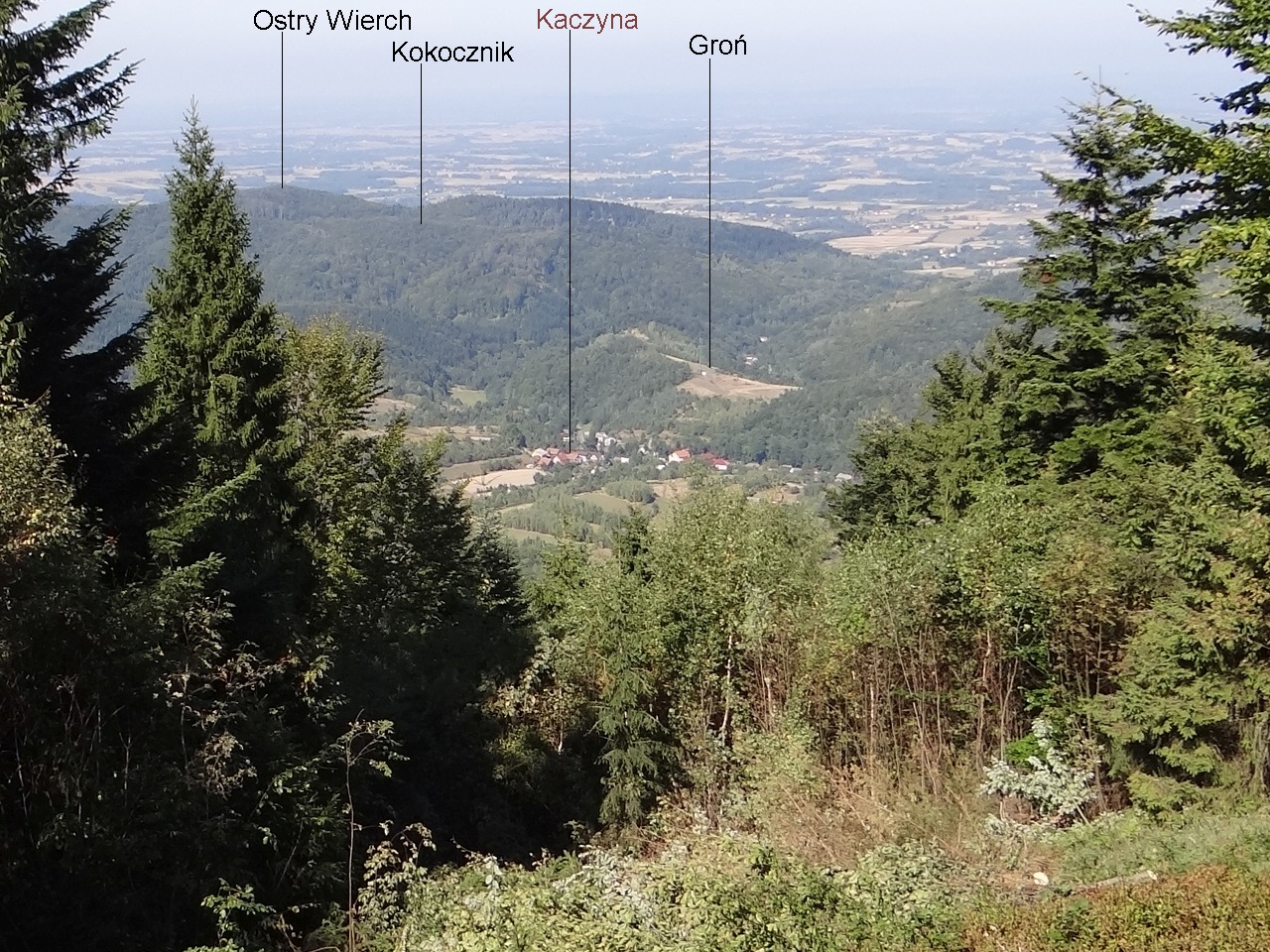
Widok z Gancarza

W Beskidzie Małym istnieje jeszcze drugi szczyt o nazwie Gancarz – nad Targoszowem, na mapie Geoportalu opisany jako Garncarz.